# Segismundo Andrade
Segismundo Gonçalves de Andrade (Pão de Açúcar, 22 de julho de 1922 – Maceió, 24 de setembro de 2008) foi um advogado e político brasileiro. Foi deputado estadual em duas legislaturas (1947-1954) pela União Democrática Nacional (UDN) e deputado federal em quatro legislaturas (1955–1971).

## Biografia
Era filho do comerciante José Gonçalves de Andrade e Maria Etelvina Andrade. Recebeu o nome de Segismundo em homenagem ao governador pernambucano Segismundo Antônio Gonçalves, de quem o pai era admirador.
Ingressou em 1942 na Faculdade de Direito do Recife, hoje Faculdade de Direito de Pernambuco. Durante o período acadêmico participou ativamente do movimento estudantil contra a ditadura Vargas, onde destacou-se como orador e foi presidente do diretório da faculdade de direito. Formou-se em 1946.
Voltando a Alagoas, candidatou-se a deputado estadual pela UDN e elegeu-se em 1946, reelegeu-se em 1950, elegeu-se deputado federal em 1954, 1958, 1962 e 1966. Foi vice-líder e vice-presidente da UDN (1955-1960) e presidente do diretório estadual da UDN.
Recebeu a condecoração Ordem do Mérito pela República da Síria, em 1957.
Desistiu da vida pública em 1970, não mais se candidatando a nenhum cargo, dedicando-se às atividades empresariais .